# Bassus reticulatus
Bassus reticulatus är en stekelart som beskrevs av Muesebeck 1932. Bassus reticulatus ingår i släktet Bassus och familjen bracksteklar. Inga underarter finns listade.